# Tachardiella artocarpi
Tachardiella artocarpi är en insektsart som först beskrevs av Hempel 1921.  Tachardiella artocarpi ingår i släktet Tachardiella och familjen Kerriidae. Inga underarter finns listade i Catalogue of Life.